# Santillana del Mar

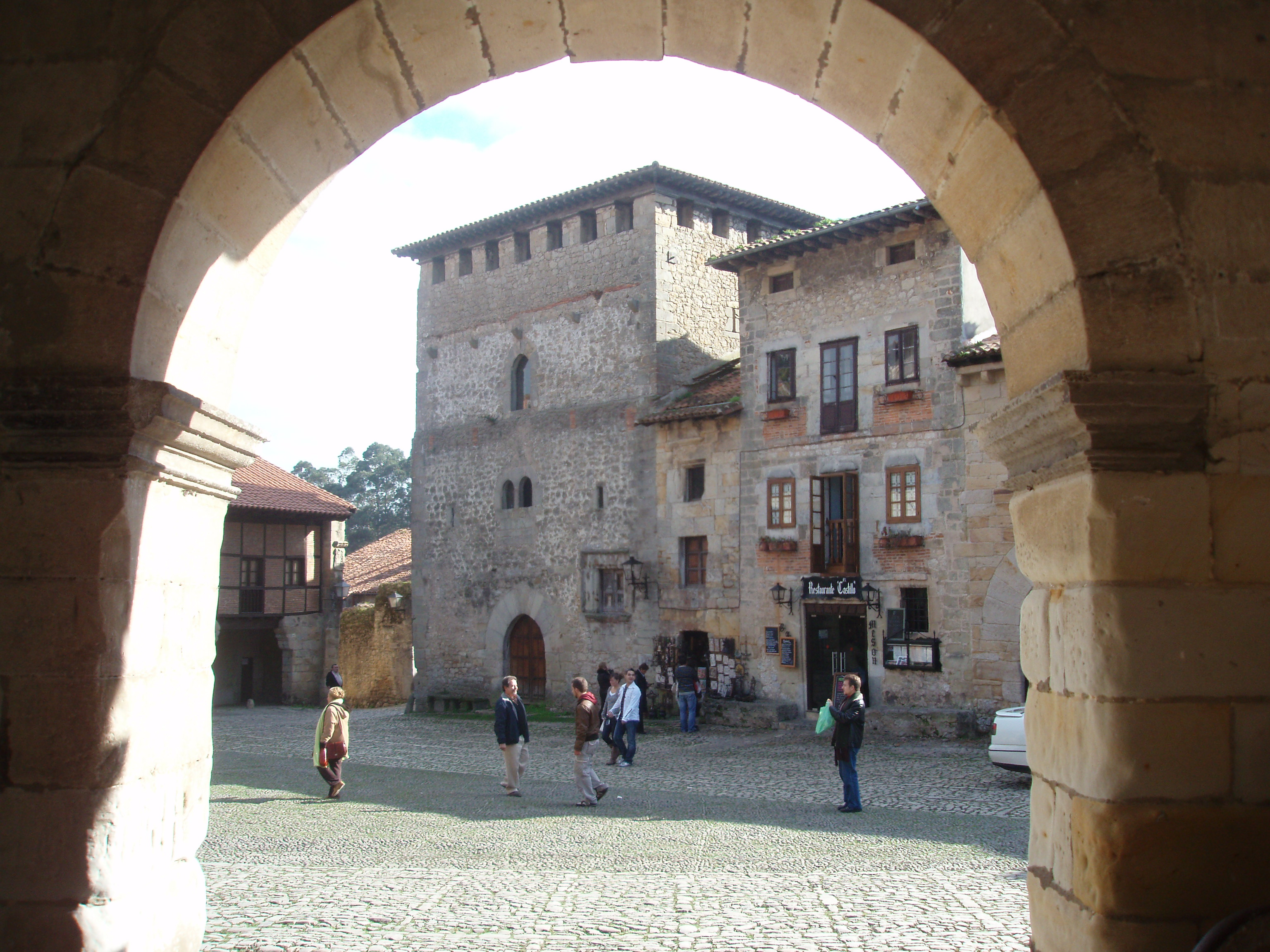
Santillana del Mar – náměstí

Santillana del Mar je obec v autonomním společenství a zároveň provincii Kantábrie v severním Španělsku. Leží na pobřeží Kantaberského moře (součást Biskajského zálivu) asi 32 km západně od Santanderu. Žije zde přibližně 4 200 obyvatel.
Na území této obce se nachází známá jeskyně Altamira s cennými pravěkými malbami. Další významnou památkou je románský kolegiátní kostel z 12. století.